# Corneille Trumelet
Pour les articles homonymes, voir Trumelet.
Corneille Trumelet, né à Reims le 11 mai 1817 et mort à Valence (Drôme) le 12 juillet 1892, est un officier colonial et historien militaire français.

## Biographie
Engagé comme soldat dans l'infanterie légère en 1839, officier en 1848, il sert en Algérie de 1851 à 1875, notamment dans les Tirailleurs algériens. Promu colonel en 1874, il achève sa carrière en métropole au commandement du 12e régiment d'infanterie de ligne.
Lors de son départ à la retraite en 1877, il fixe sa résidence à Valence.
Membre de la Société historique algérienne, le colonel Trumelet est l'auteur de plusieurs ouvrages sur l'histoire militaire de la France en Algérie, dont certains furent publiés sous le pseudonyme C. T. de Fallon (patronyme de sa mère).
Il était Commandeur de la Légion d'honneur et Officier de l'Instruction Publique.

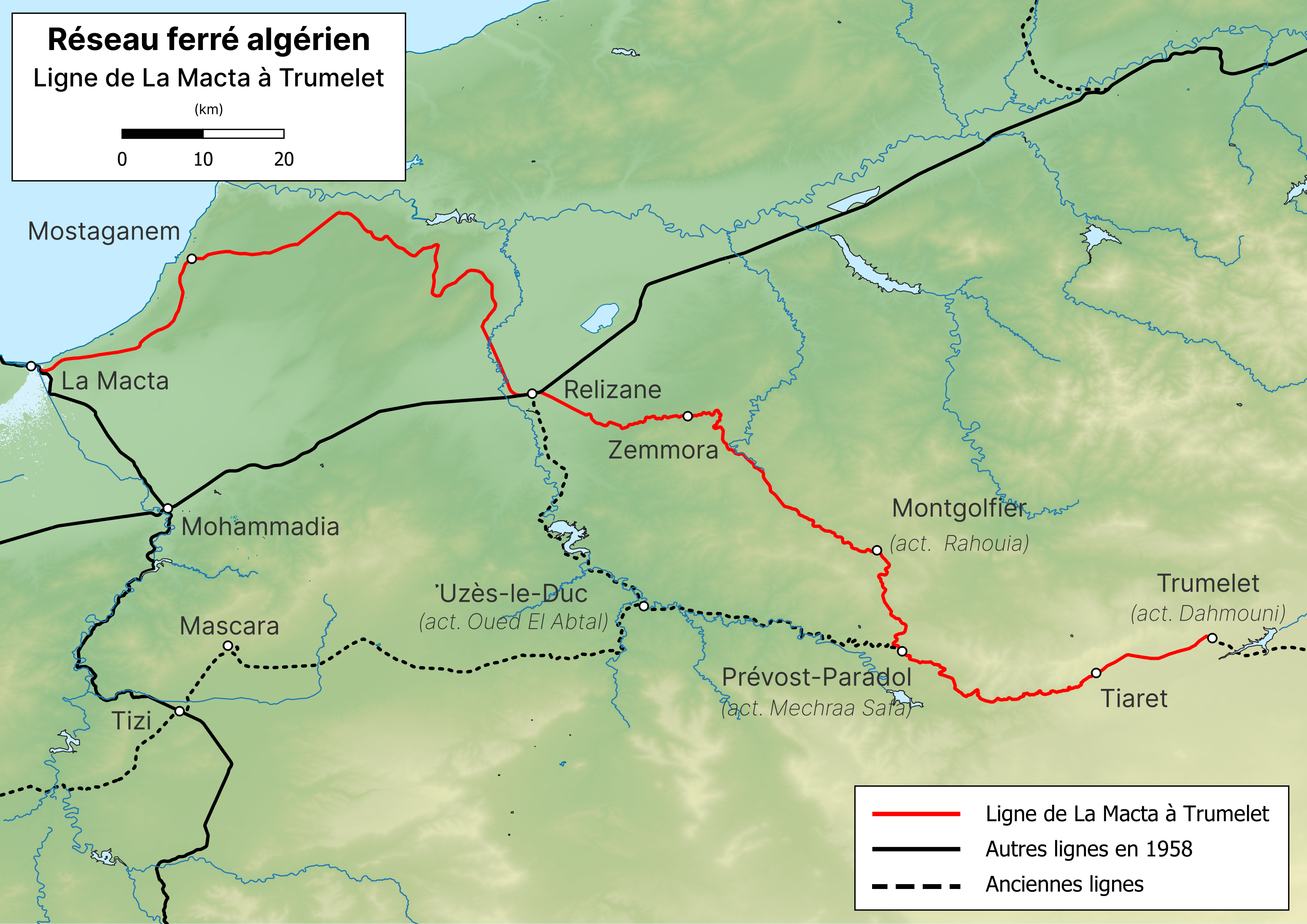
Ligne de La Macta à Trumelet (en rouge, Réseau ferré algérien, 1958).

Son nom fut donné à une ville de l'Oranie jusqu'en 1962. Cette ville était le terminus d’une ligne ferroviaire, la ligne de La Macta à Trumelet.

## Publications
- Les Français dans le désert, journal d'une expédition aux limites du Sahara algérien (1863)
- Bou-Farik et son marché, sous le pseudonyme de C. T. de Fallon, Blida : chez A. Maugin, 1869
- Un Amour sous-marin - récits et propos d'un monomane - 1877 (son seul roman, histoire fantastique d'un amour sous-marin dans la rade d'Alger)
- Études sur les régions sahariennes. Histoire de l'insurrection dans le sud de la province d'Alger en 1864 (2 volumes, 1879)
- Le Corps des interprètes militaires, ce qu'il a été, ce qu'il est, ce qu'il doit être (1881)
- Les Saints de l'Islam. Les saints du Tell : légendes hagiologiques et croyances algériennes (1881)
- Un drame pour un cheveu, souvenirs intimes de la vie militaire algérienne d'autrefois (3 volumes, 1881-1884)
- Une page de l'histoire de la colonisation algérienne : Bou-Farik, Alger : chez Adolphe Jourdan, 1887, 564 p. (Lien Gallica); réédition : L. Chaillou à Toulon & imprimerie Crescenzo à Paris, 1987  (ISBN 2-907038-00-1)
- Blida, récits selon la légende, la tradition et l'histoire (2 volumes, 1887)
- Le Général Yusuf, (2 volumes, 1890)
- L'Algérie légendaire : en pèlerinage çà et là aux tombeaux des principaux thaumaturges de l'Islam, Tell et Sahara (1892)